# Franz Riesener

Franz Riesener

Franz Riesener (* 3. Oktober 1887 in Gladbeck; † 5. Juli 1943 in Recklinghausen) war ein deutscher Politiker der Zentrumspartei.

## Leben
Riesener besuchte die Volksschule und die Fortbildungsschule in Gladbeck. Später bildete er sich in staatsbürgerlichen und volkswirtschaftlichen Kursen weiter.
Von 1901 bis 1914 war Riesener Bergmann. Im Jahr 1914 wurde er Arbeitersekretär des Bezirksverbandes der katholischen Arbeiter- und Knappenvereine. Noch im selben Jahr wurde er zum Kriegsdienst eingezogen und nahm bis 1917 am Ersten Weltkrieg teil. Danach nahm er seine Tätigkeit als Arbeitersekretär wieder auf.
Ab 1919 war Riesener Stadtverordneter in Gladbeck. Von 1919 bis 1922 gehörte er dem Kreistag und Kreisausschuss des Kreises Recklinghausen an. Während der Ruhrbesetzung war er unbesoldeter Beigeordneter der Stadt Gladbeck. Außerdem war Riesener zwischen 1925 und 1928 Mitglied des westfälischen Provinziallandtages. Außerdem war er ab 1925 Mitglied der Verbandsversammlung des Siedlungsverbandes Ruhrkohlenbezirk.
Von 1928 bis 1933 war Riesener Mitglied des Deutschen Reichstages. Im Jahr 1929 hat er für seine Fraktion eine bedeutende Rollen bei der parlamentarischen Beratung der Arbeitslosenversicherung gespielt.

## Schriften
- Meine Kriegsfahrt. In: * Katrin Bürgel, Ludger Tewes: Kriegskultur und Erfahrungshaltung im westfälischen Amt Gladbeck 1914–1918. Klartext Verlag, Essen 2016, ISBN 978-3-8375-1579-4, S. 221–261.